# Gonçalo Byrne
Gonçalo Nuno Pinheiro de Sousa Byrne (Alcobaça, 17 gennaio 1941) è un architetto portoghese di fama mondiale, insignito della Medaglia d'Oro dall'Academie d'Architecture de France nel 2000.

## Biografia
Gonçalo Byrne, laureato alla facoltà di architettura dell'Università Tecnica di Lisbona nel 1968, ha avuto una rilevante carriera accademica come professore ospite in molti atenei europei (università di Venezia, Losanna, Napoli, Lovanio, Barcellona, Graz, Pamplona, Coimbra, Sassari) e presso la Harvard University, USA. Alcuni suoi lavori sono stati presentati in varie mostre a New York, Lubiana, Messina, Lucca, Como, San Marino, Lisbona, Porto, Milano, Venezia e Vicenza.

### Opere principali

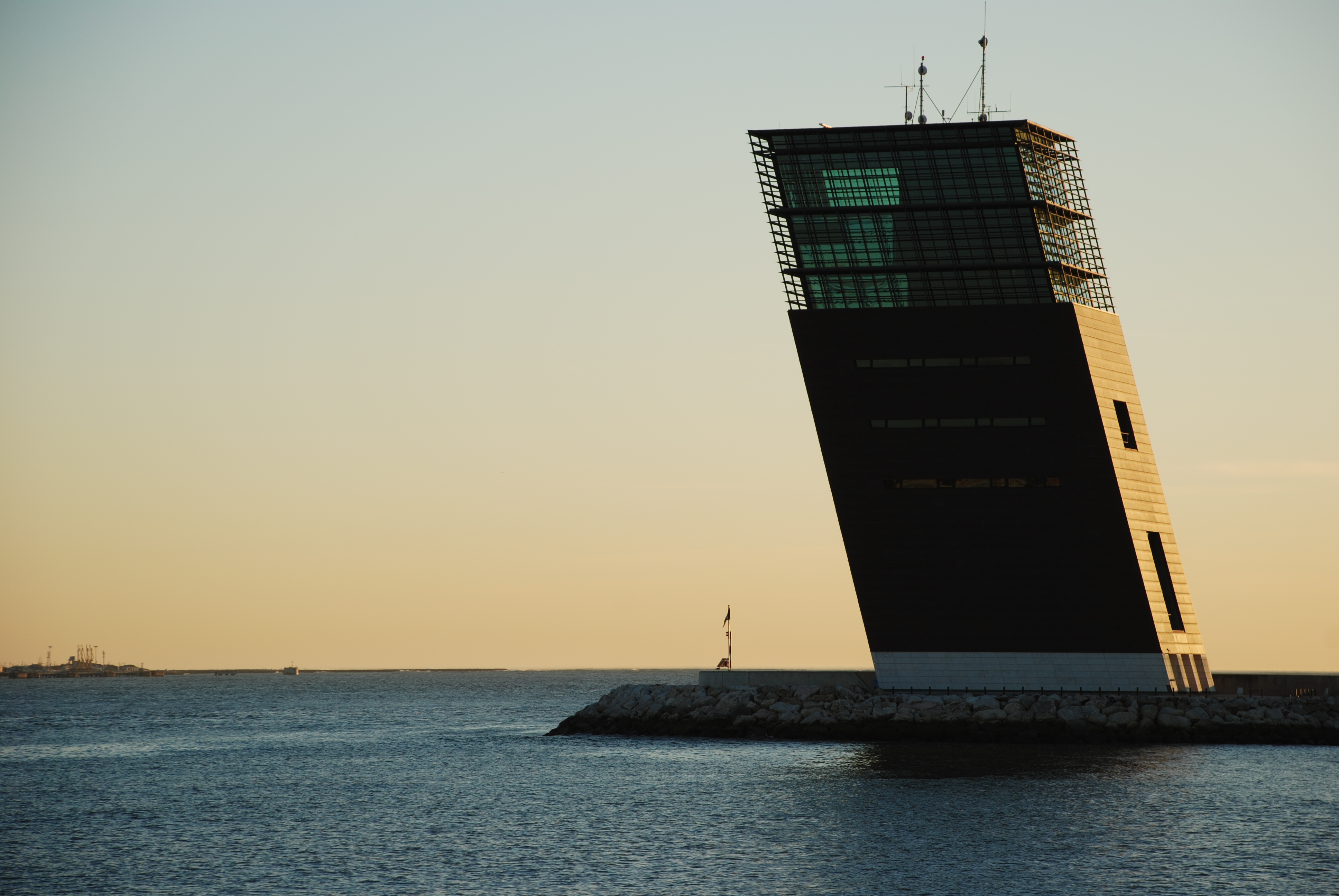
Torre di Controllo del Porto di Lisbona, di Gonçalo Byrne

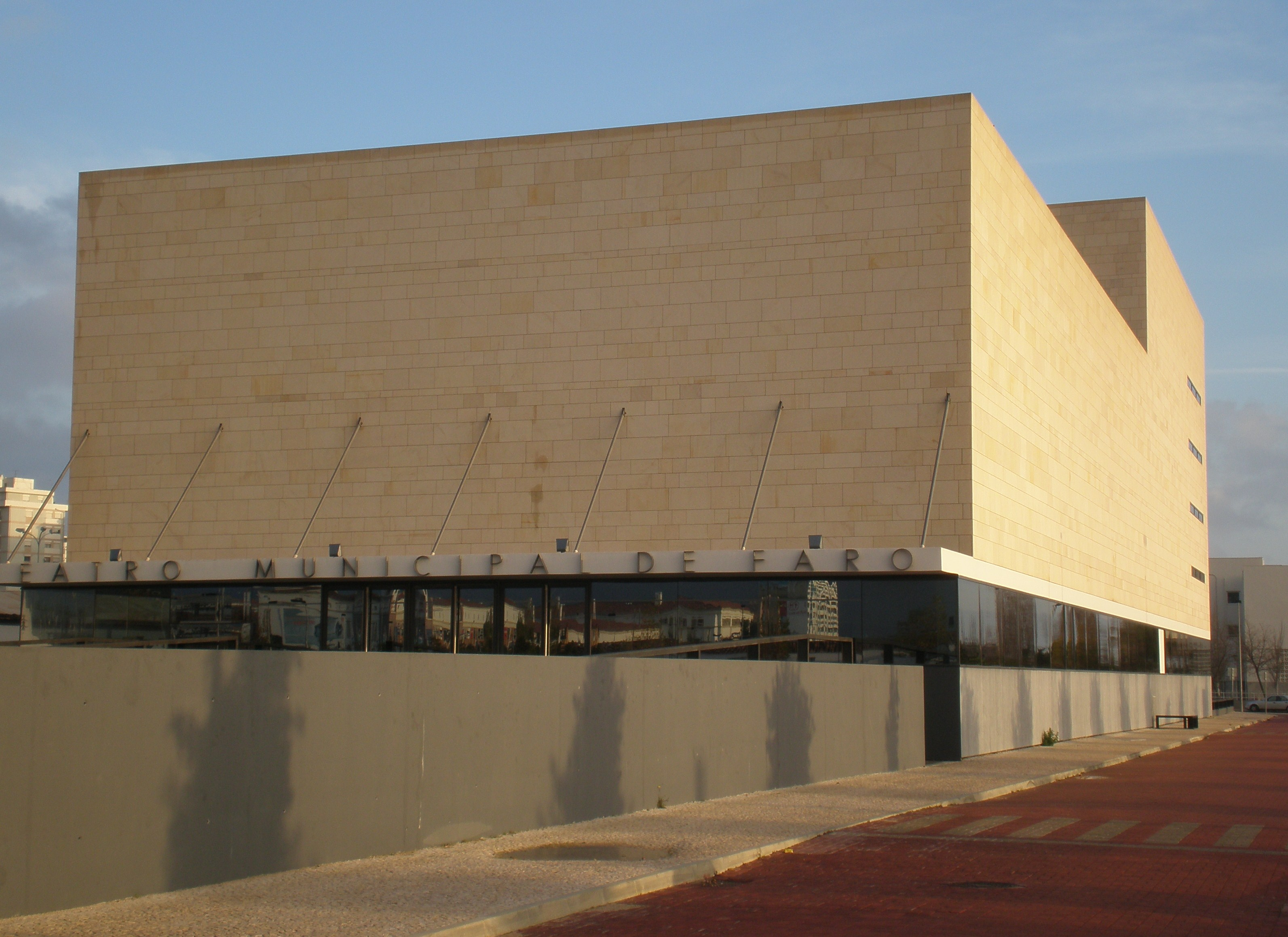
Teatro das Figuras (Faro, Portogallo), di Gonçalo Byrne (2005)

- 1974 - Casas Pantera di Chelas, Lisbona
- 1989 - Casa Cesar Ferreira, Alcanena (Portogallo)
- 1990/1991 - Restauro del Teatro Nacional D. Maria II, Lisbona
- 1991 - Ampliamento del Palazzo Nazionale di Ajuda, Lisbona
- 1991/2007 - Museo del Monastero di Alcobaça e riqualificazione dello spazio circostante il complesso monastico (Portogallo)
- 1992 - Facoltà dell'Università di Aveiro (Portogallo)
- 1992/1994 - Porto turistico, Lagos (Portogallo)
- 1996 - Facoltà di Ingegneria dell'Università di Coimbra (Portogallo)
- 1997 - Torre di Controllo del Porto di Lisbona
- 1998 - Sede del Governo della Provincia del Brabante Fiammingo, Lovanio (Belgio)
- 1999/2009 - Restauro e ampliamento del Museo Nazionale Machado de Castro, Coimbra (Portogallo)
- 2000/2005 - Teatro das Figuras, Faro, (Portogallo)

### Opere in Italia
- 2002 - Riqualificazione del Parco Forlanini, Milano[1]
- 2003/2011 - Complesso immobiliare Merville-Casa nel parco, Jesolo
- 2014 - Teatro Metropolitano Astra, San Donà di Piave
- 2014/in costruzione - Complesso immobiliare Borgoberga Vicenza

## Onorificenze e Premi
- Premio Nazionale di Architettura (1988), premio conferito dall'Associazione degli Architetti Portoghesi e Dipartimento di Stato della Cultura
- Premio AICA/SEC (1988), premio conferito dalla sezione portoghese dell'Associazione Internazionale dei Critici d'Arte - Sezione Cultura
- Prémio Nacional de Arquitectura (1993)
- Prémio Aquisição/Arquitectura (1995)
- Croce di Grande Ufficiale dell'Ordine dell'Infante D. Henrique (1995), onorificenza conferita dalla Presidenza della Repubblica del Portogallo
- Medaglia d'Oro dell'Academie d'Architecture de France (2000)
- Premio “A Pedra na Arquitectura” (2001), premio conferito dall'Ordine degli Architetti Portoghesi
- TECU Architecture Award (2002), da KM Europa Metal AG
- Croce di Grande Ufficiale dell'Ordine di Santiago de Espada (2005), onorificenza conferita dalla Presidenza della Repubblica del Portogallo
- Laurea Honoris Causa in Architettura presso l'Università di Sassari (2012)
- Premio Piranesi - Prix de Rome 2014, premio conferito dall'Accademia Adrianea di Architettura e Archeologia di Roma